# Earl Belmore

Wappen der Earls Belmore

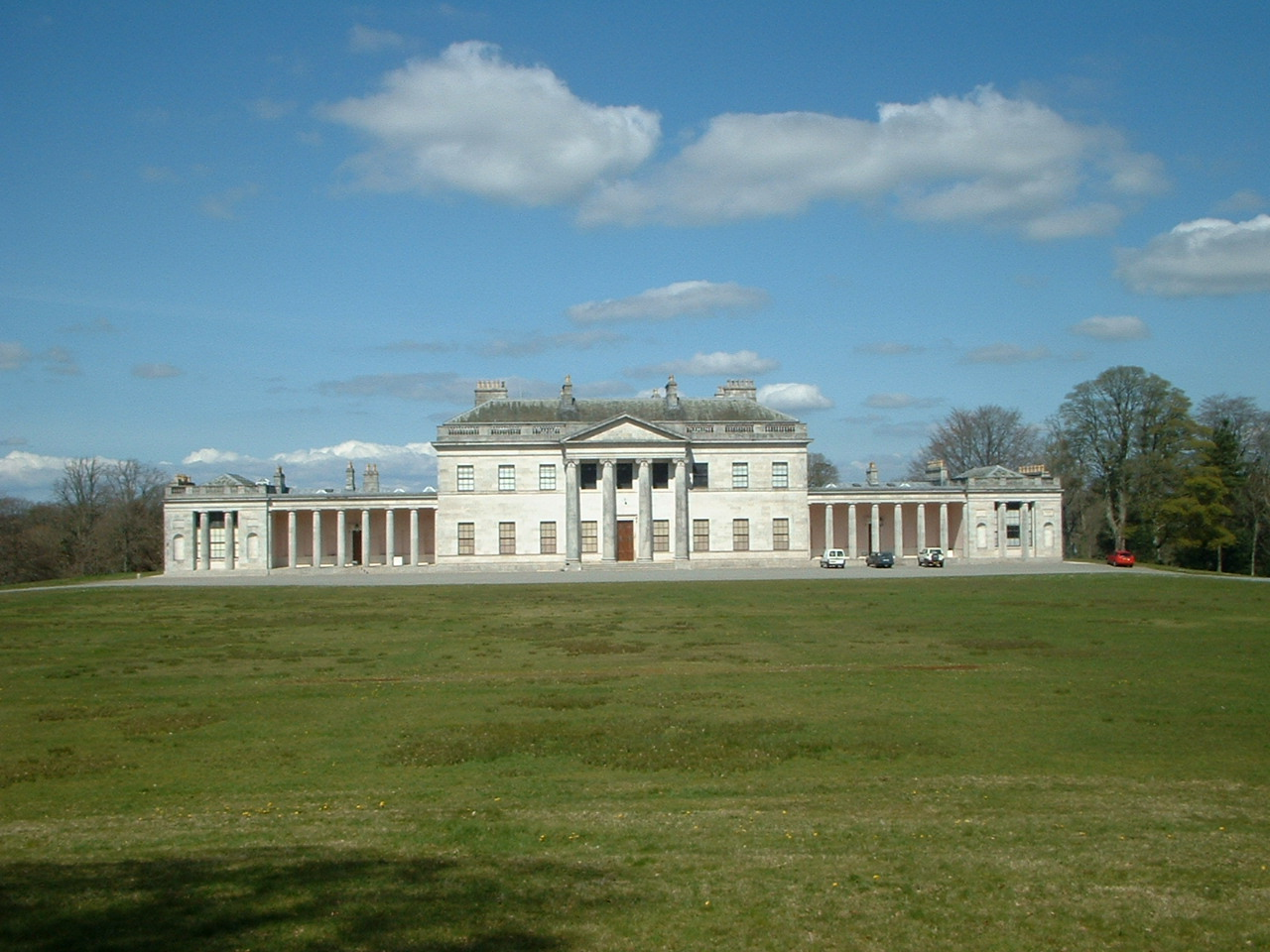
Castle Coole

Earl Belmore ist ein erblicher britischer Adelstitel in der Peerage of Ireland.
Frühere Familiensitz war Castle Coole bei Enniskillen im County Fermanagh.

## Verleihung
Der Titel wurde am 20. November 1797 für Armar Lowry-Corry, ein früheres Mitglied des Irish House of Commons, geschaffen. 

## Nachgeordnete Titel
Lowry-Corry war bereits am 6. Januar 1781 zum Baron Belmore, of Castle Coole in the County of Fermanagh, und am 6. Dezember 1789 zum Viscount Belmore erhoben worden. Beide nachgeordneten Titel gehören ebenfalls zur Peerage of Ireland.
Da der Earl Belmore über keine unterscheidbaren nachgeordneten Titel verfügt, wird der fiktive Titel Viscount Corry von dem ältesten Sohn des Earls als Höflichkeitstitel benutzt. Bei der vorhandenen Viscountswürde würde die Gefahr einer Verwechselung mit dem eigentlichen Titel bestehen.

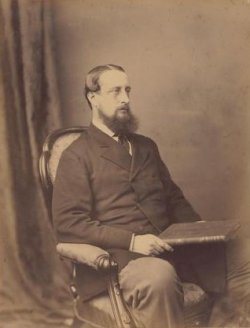
Somerset Lowry-Corry, 4. Earl Belmore

## Liste der Earls Belmore (1797)
- Armar Lowry-Corry, 1. Earl Belmore (1740–1802)
- Somerset Lowry-Corry, 2. Earl Belmore (1774–1841)
- Armar Lowry-Corry, 3. Earl Belmore (1801–1845)
- Somerset Lowry-Corry, 4. Earl Belmore (1835–1913)
- Armar Lowry-Corry, 5. Earl Belmore (1870–1948)
- Cecil Lowry-Corry, 6. Earl Belmore (1873–1949)
- Galbraith Lowry-Corry, 7. Earl Belmore (1913–1960)
- John Lowry-Corry, 8. Earl Belmore (* 1951)

Titelerbe ist der älteste Sohn des derzeitigen Earls, John Armar Galbraith Lowry-Corry, Viscount Corry (* 1985).